# エリック・ベダード
エリック・ジョゼフ・ベダード（Érik Joseph Bédard ,  1979年3月5日 - ）は、カナダ連邦オンタリオ州ナヴァン出身の元プロ野球選手（投手）。左投左打。

## 略歴

### オリオールズ時代

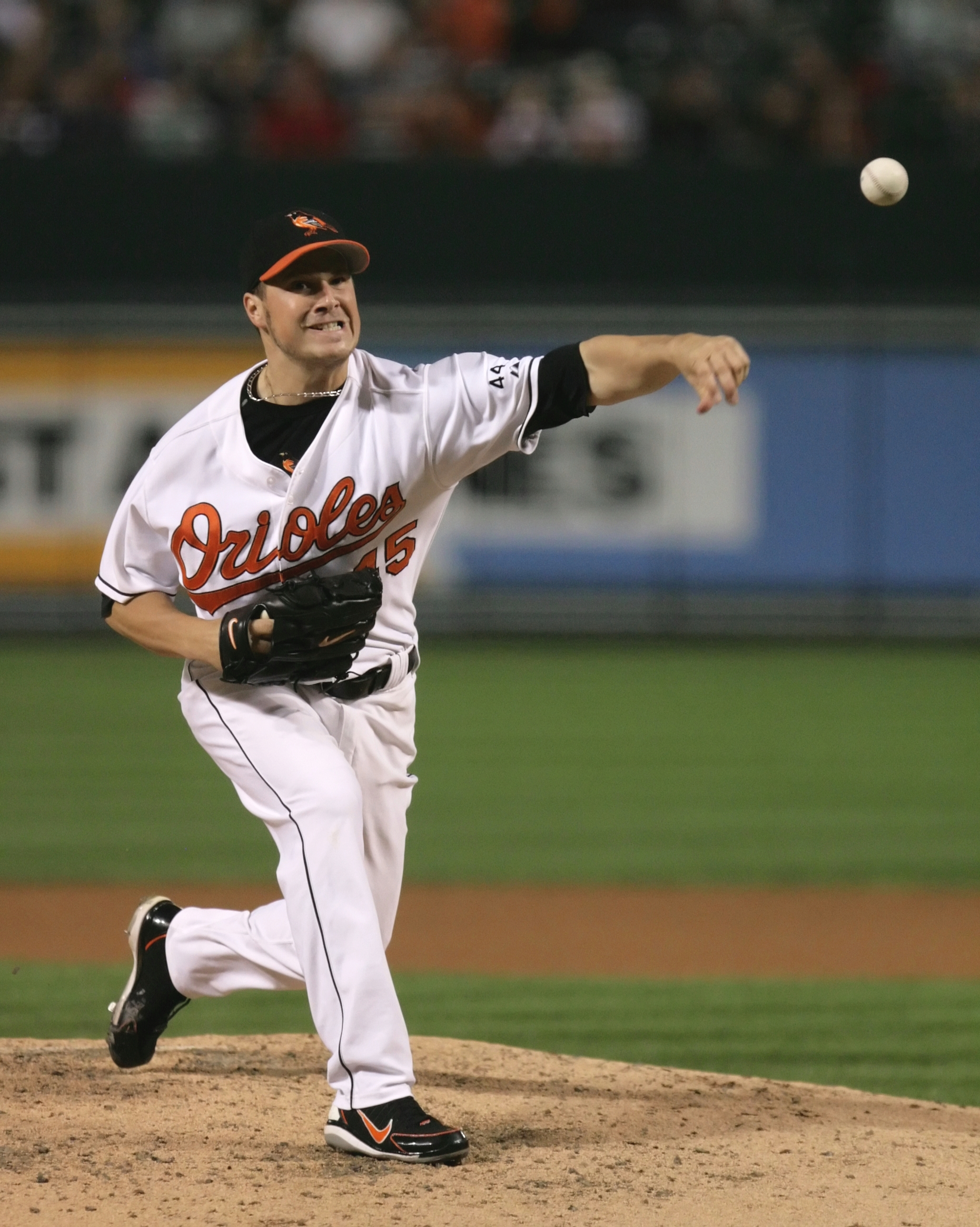
ボルチモア・オリオールズ時代
(2006年9月13日)

1999年にドラフト6巡目でボルチモア・オリオールズから指名を受け、プロ入り。
2002年4月17日にメジャーデビューを果たしたが、2試合に登板して防御率13.50と結果が出せずマイナー落ちした。同年オフに肘の手術を受けている。
2003年は1年間、手術の影響もあってメジャーに昇格することはなかった。
2004年にメジャーに再昇格すると、27試合のうち26試合に先発投手として登板した。防御率4.59、6勝10敗と負け越したが、121奪三振は新人資格を持つ選手の中でリーグ1位だった。その後、ローテーションを守り続け、2006年に自己最多の15勝を記録した。また、防御率2.58はメジャー全体でロジャー・クレメンスの2.30に次いで2位であった。
2007年7月2日のレンジャーズ戦で先発投手として通算102試合の登板で初完投を記録した。同年9月9日に故障者リスト入りしてシーズンを終えたが、マイク・ムッシーナが1997年に記録した218奪三振を上回る221奪三振を記録して、球団シーズン記録（1954年以降）を更新した。また、奪三振率10.93も球団新記録となった。同年オフに2009年一杯でFAになるベダードとの契約延長交渉をしたが、ベダードが拒否。球団はトレードを模索した。

### マリナーズ時代
2008年2月8日にアダム・ジョーンズ、ジョージ・シェリル、クリス・ティルマン、トニー・バトラー、キャム・ミコライオの計5選手との交換トレードでシアトル・マリナーズへ移籍した。
2008年シーズンは腰などの故障に苦しみ、6勝にとどまった。
2009年にはシーズン途中で肩を痛めて手術に踏み切った。シーズン終了後の11月6日にFAとなったが、150万ドル（別途インセンティブで最大600万ドル）＋翌年の相互オプションでマリナーズとの単年契約がまとまった。その会見の中で「シアトルではスターバックスに行っても誰一人として自分に気づく人間がいない。たったの一人もだ！　なんてすばらしいことだろう」とシアトルの環境が自分に合っていることを語った。
2010年開幕は故障者リストに掲示されたまま迎え、5月に復帰が近いとも言われたが結局そのままシーズンを終えた。
2011年には開幕ローテーションに名を連ね、4月27日に2009年以来となる勝利を挙げた。

### レッドソックス時代

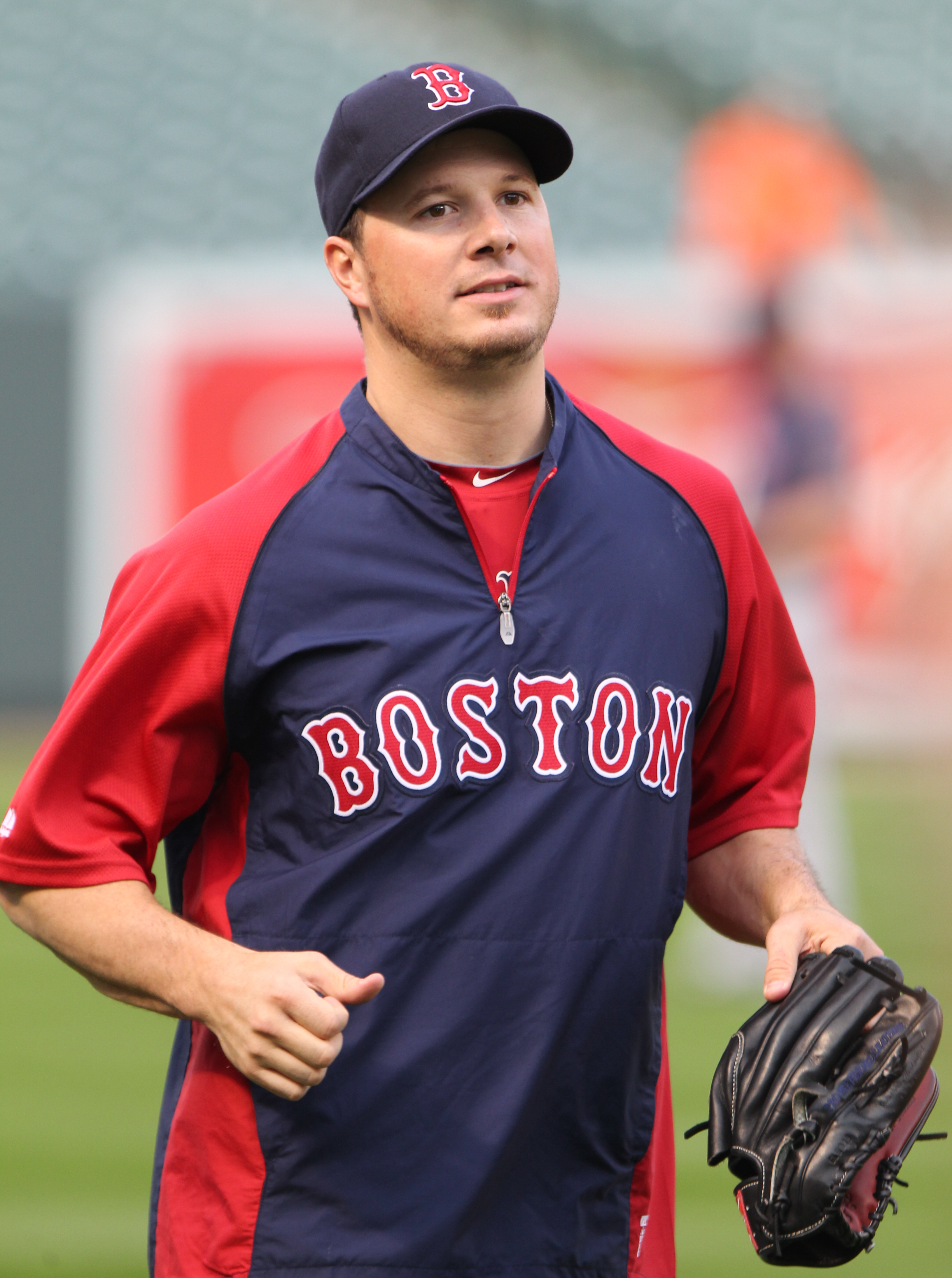
ボストン・レッドソックス時代
(2011年9月26日)

2011年7月31日、三角トレードでボストン・レッドソックスへ移籍した。10月30日にFAとなった。

### パイレーツ時代

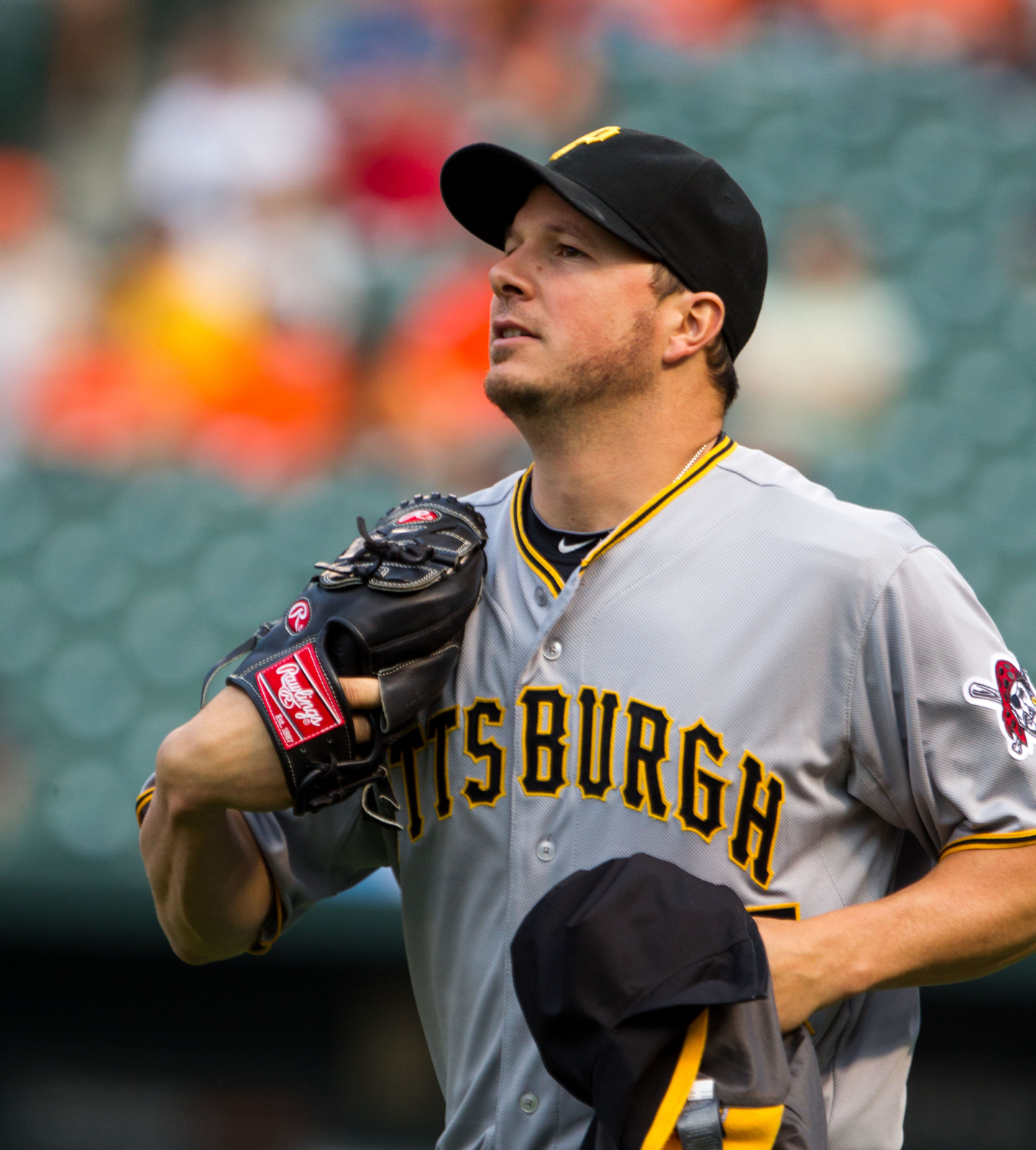
ピッツバーグ・パイレーツ時代
(2012年6月14日)

2011年12月7日にピッツバーグ・パイレーツと契約。2012年のチーム開幕投手を務めたが、8月28日に解雇された。

### アストロズ時代
2013年1月21日に、ヒューストン・アストロズとマイナー契約を結んだ。開幕は、メジャーで迎えた。開幕戦に中継ぎで登板しキャリアで初めてセーブを記録した。

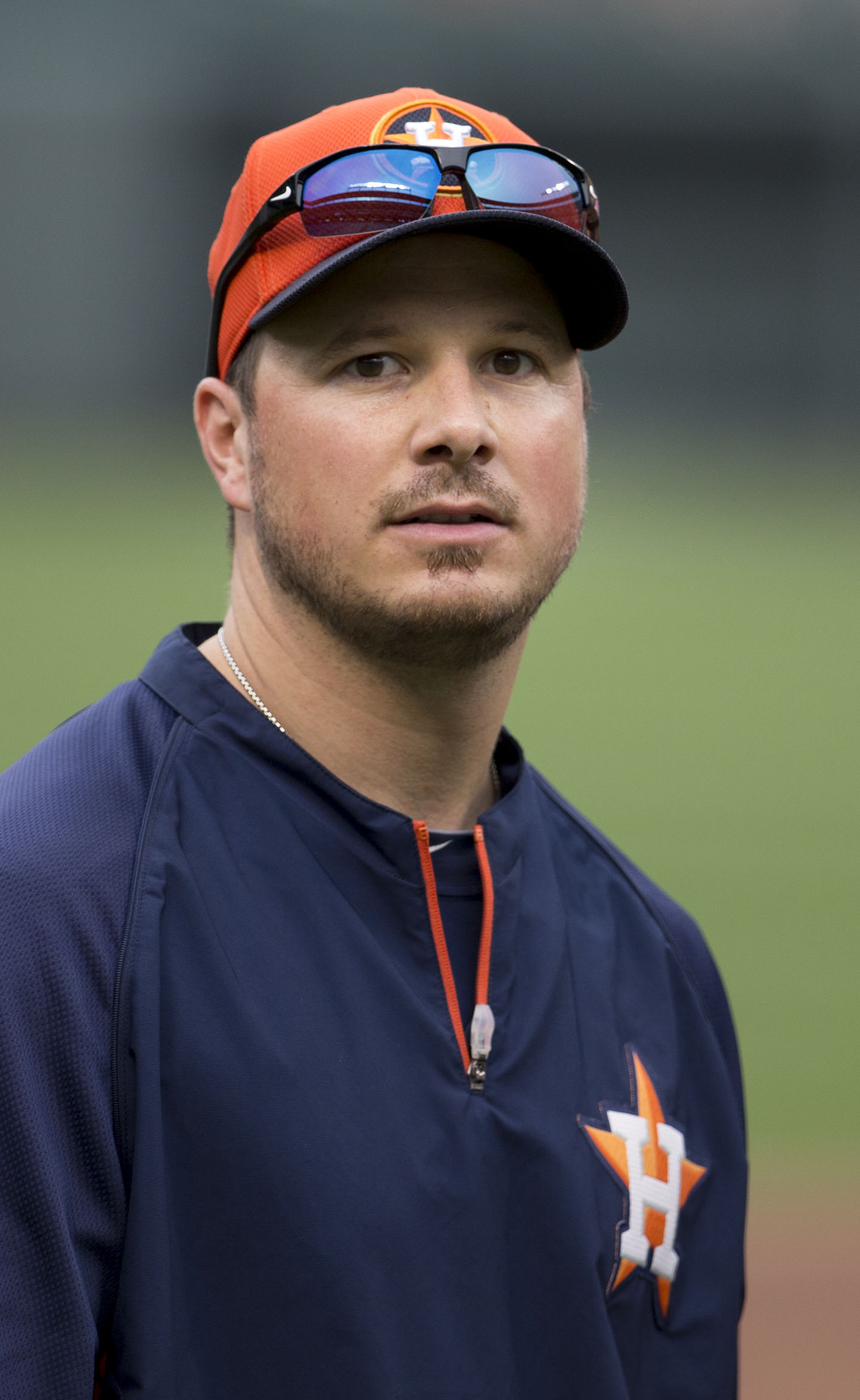
ヒューストン・アストロズでの現役時代
(2013年7月31日)

7月20日のシアトル・マリナーズ戦では6回1/3投げて無安打10奪三振を記録したものの自責点3で敗戦投手となっている。
10月31日にFAとなった。

### レイズ時代
2014年2月14日にタンパベイ・レイズとマイナー契約を結んだが、3月25日に放出された。3月28日にレイズと契約内容を変更し、マイナー契約で再契約した。4月13日にメジャー契約を結んだ。昇格後は17試合に登板したが、4勝6敗、防御率4.76と結果を残せず、7月28日にDFAとなった。8月3日に放出された。

### 引退
2015年1月19日にロサンゼルス・ドジャースとマイナー契約を結んだ。6月11日に現役引退を表明した。

## 選手としての特徴
投球スタイルは93mph（約150km/h）近いツーシームと変化量の大きいカーブを武器を武器とする左の本格派。
2004年のシーズン中盤以降、ピッチングが良くなった理由をレオ・マゾーニー投手コーチは「緩急のつけ方がこれまでとは違うレベルになったのと、シーズン中盤から一球一球にガッツを込めて投げるようになったことが大きい」と評価している。
また、左打者に対しては被打率が.200で被本塁打が1であった一方、右打者被打率は.272で被本塁打が15だった。好投しているときは、右打者のカッターがひざ元に決まって効果を上げるが、それが決まらないと甘く入った速球やカーブを痛打された。
2007年は投球をシンプルにし、大半はムーヴィング・ファストボールとカーブのみで、チェンジアップは時々交える程度になった。緩急をつけ両サイドに投げ分け、右打者の被安打率は.208で左打者よりも低くなった。また、この年は球団シーズン記録の221奪三振を記録しているが、これだけの三振を奪えるのはカーブの制球が抜群にいいからである。

## 詳細情報

### 年度別投手成績
| 年 度     | 球 団     | 登 板 | 先 発 | 完 投 | 完 封 | 無 四 球 | 勝 利 | 敗 戦 | セ 丨 ブ | ホ 丨 ル ド | 勝 率 | 打 者 | 投 球 回 | 被 安 打 | 被 本 塁 打 | 与 四 球 | 敬 遠 | 与 死 球 | 奪 三 振 | 暴 投 | ボ 丨 ク | 失 点 | 自 責 点 | 防 御 率 | W H I P |
| --------- | --------- | ----- | ----- | ----- | ----- | -------- | ----- | ----- | -------- | ----------- | ----- | ----- | -------- | -------- | ----------- | -------- | ----- | -------- | -------- | ----- | -------- | ----- | -------- | -------- | ------- |
| 2002      | BAL       | 2     | 0     | 0     | 0     | 0        | 0     | 0     | 0        | 0           | ----  | 4     | 0.2      | 2        | 0           | 0        | 0     | 0        | 1        | 0     | 0        | 1     | 1        | 13.50    | 3.00    |
| 2004      | BAL       | 27    | 26    | 0     | 0     | 0        | 6     | 10    | 0        | 0           | .375  | 633   | 137.1    | 149      | 13          | 71       | 1     | 7        | 121      | 7     | 2        | 83    | 70       | 4.59     | 1.60    |
| 2005      | BAL       | 24    | 24    | 0     | 0     | 0        | 6     | 8     | 0        | 0           | .429  | 606   | 141.2    | 139      | 10          | 57       | 1     | 5        | 125      | 4     | 1        | 66    | 63       | 4.00     | 1.38    |
| 2006      | BAL       | 33    | 33    | 0     | 0     | 0        | 15    | 11    | 0        | 0           | .577  | 844   | 196.1    | 196      | 16          | 69       | 0     | 5        | 171      | 6     | 0        | 92    | 82       | 3.76     | 1.35    |
| 2007      | BAL       | 28    | 28    | 1     | 1     | 1        | 13    | 5     | 0        | 0           | .722  | 733   | 182.0    | 141      | 19          | 57       | 0     | 5        | 221      | 3     | 0        | 66    | 64       | 3.16     | 1.09    |
| 2008      | SEA       | 15    | 15    | 0     | 0     | 0        | 6     | 4     | 0        | 0           | .600  | 347   | 81.0     | 70       | 9           | 37       | 0     | 4        | 72       | 3     | 0        | 38    | 33       | 3.67     | 1.32    |
| 2009      | SEA       | 15    | 15    | 0     | 0     | 0        | 5     | 3     | 0        | 0           | .625  | 348   | 83.0     | 65       | 8           | 34       | 0     | 4        | 90       | 2     | 0        | 29    | 26       | 2.82     | 1.19    |
| 2011      | SEA       | 16    | 16    | 0     | 0     | 0        | 4     | 7     | 0        | 0           | .364  | 373   | 91.1     | 77       | 11          | 30       | 0     | 1        | 87       | 5     | 0        | 41    | 35       | 3.45     | 1.17    |
| 2011      | BOS       | 8     | 8     | 0     | 0     | 0        | 1     | 2     | 0        | 0           | .333  | 168   | 38.0     | 41       | 3           | 18       | 0     | 0        | 38       | 0     | 0        | 22    | 17       | 4.03     | 1.55    |
| '11計     | BOS       | 24    | 24    | 0     | 0     | 0        | 5     | 9     | 0        | 0           | .357  | 541   | 129.1    | 118      | 14          | 48       | 0     | 1        | 125      | 5     | 0        | 63    | 52       | 3.62     | 1.28    |
| 2012      | PIT       | 24    | 24    | 0     | 0     | 0        | 7     | 14    | 0        | 0           | .333  | 557   | 125.2    | 129      | 14          | 56       | 2     | 3        | 118      | 1     | 1        | 76    | 70       | 5.01     | 1.42    |
| 2013      | HOU       | 32    | 26    | 0     | 0     | 0        | 4     | 12    | 1        | 0           | .250  | 663   | 151.0    | 149      | 18          | 75       | 0     | 6        | 138      | 1     | 0        | 83    | 77       | 4.59     | 1.48    |
| 2014      | TB        | 17    | 15    | 0     | 0     | 0        | 4     | 6     | 0        | 0           | .400  | 342   | 75.2     | 84       | 10          | 29       | 0     | 2        | 64       | 3     | 0        | 46    | 40       | 4.76     | 1.49    |
| MLB：11年 | MLB：11年 | 241   | 230   | 1     | 1     | 1        | 71    | 82    | 1        | 0           | .464  | 5618  | 1303.2   | 1242     | 131         | 533      | 4     | 42       | 1246     | 35    | 4        | 643   | 578      | 3.99     | 1.36    |

### 記録
MiLB
- オールスター・フューチャーズゲーム選出 2回：2001年、2002年

### 代表歴
- 2006 ワールド・ベースボール・クラシック・カナダ代表